# František Smetana
František Smetana   (Ohnišťany, 8 de maig de 1914 - Praga, 25 de novembre de 2004) va ser un important violoncel·lista i professor de música txec, que va viure a l'estranger durant més de 35 anys.

## Biografia
Va agafar el seu amor per la música del seu pare, que havia tocat el violí als cinc anys. El professor Karel Pravoslav Sádlo, professor del Conservatori de Praga i de l'Acadèmia de les Arts Escèniques de Praga, el va sentir actuar de jove. El va portar a Praga i el va deixar estudiar violoncel al conservatori de Praga. František Smetana també es va llicenciar a l'Acadèmia d'Arts Escèniques de Praga, i més tard va estudiar a França a l'"École normale de musique" de París, on van impartir classes a Diran Alexanian i Pierre Fournier.
El 1934 (en els seus vint anys) es converteix en cofundador del "Trio Smetana" amb el pianista Josef Pálenícek i el violinista Alexander Plock. També va fundar el "Trio de Praga" amb el violinista Bruno Bělčík i el pianista professor AMU František Rauch. També va ser membre del Nonet txec i del quartet txecoslovac.
El 1940 es va casar amb el pianista Rudolf (Dolly) Urbánková, amb qui va organitzar concerts conjunts. Va actuar amb el trio de Smetana fins a la seva fusió amb el Trio txec a la postguerra, va actuar moltes vegades amb ell i va enregistrar moltes composicions musicals. Va promoure principalment obres d'autors txecs contemporanis.
A l'octubre de 1948, va ser arrestat per presumptes activitats anti-estatals i condemnat a mig any de presó, el que li va impedir tornar a activitats docents. L'agost de 1964, ell i la seva dona van viatjar a Kingston, Jamaica, per ensenyar violoncel i música de cambra. El 1966 es va traslladar als Estats Units, primer a Iowa i després a Virgínia a la capital, Richmond, on va treballar a la "Virginia Commonwealth University"". El 1971 va ser guardonat amb una ciutadania nord-americana i un professorat emèrit. A la Universitat va ser molt apreciat per l'èxit de les activitats pedagògiques i musicals. Va actuar activament en el trio "Amatia i Virginia trio", que més tard va ser rebatejat com a trio de Smetana. Va actuar per exemple, a Canadà, Amèrica central, Europa, Xina i Corea. La seva dona va morir el 1980.
Va tornar a la seva pàtria permanentment en 2001 i va viure fins a la seva mort l'11 de novembre, 2004 a Praga.